# Stahlschlüssel

Logo des Stahlschlüssel

Der Stahlschlüssel (ZDB-ID 128283-9) ist eines der wichtigsten Nachschlagewerke für die Stahl- und die stahlverarbeitende Industrie. Das Buch wird durch den Verlag Stahlschlüssel Wegst GmbH veröffentlicht. Seit 1951 verlegt dieses Unternehmen neben einer inzwischen hinzugekommenen Taschenbuchausgabe, einer CD-ROM und einer elektronischen Datenbank fast ausschließlich dieses Werk.
Der Stahlschlüssel enthält ca. 70000 Stahlsorten von ca. 300 Stahlwerken und Lieferanten, aber auch den nationalen und internationalen Normen für Eisen und Stahl. Nach Eigenaussagen ist Stahlschlüssel „das Nachschlagewerk für alle, die mit Stahl zu tun haben“. Im Vergleich dazu  beinhaltet die EN 10020, Begriffsbestimmungen für die Einteilung der Stähle in der deutschen Fassung DIN EN 10020:2000 insgesamt 2335 Stahlsorten.

## Aufbau

### Tabellenteil
Im Tabellenteil werden die Bezeichnungen, Kodierungen usw. der Hersteller mit der Analyse und den wichtigsten Normen aufgeführt, die dieser Stahl erfüllt. Die Tabellen dienen dabei sowohl der Bestimmung des Stahls, wenn beispielsweise ein Ersatzteil gefertigt werden muss, kann der Stahl anhand seiner Analyse bestimmt werden, als auch der Findung von möglichen Alternativen, wenn ein ursprünglich aus Deutschland stammendes Ersatzteil in Russland produziert werden soll.
| Stahl | ASTM | UNS-No. | C    | N    | Cr   | Ni   | Mo | Andere | EN     | DIN    | SS   | BS      | Geschweißt |
| ----- | ---- | ------- | ---- | ---- | ---- | ---- | -- | ------ | ------ | ------ | ---- | ------- | ---------- |
| 201   | 201  | S 20100 | 0.1  | 0.04 | 17.0 | 7.0  | -  | -      | 1.431  | 1.431  | 2331 | 301 S21 | -          |
| 301   | 301  | S 30100 | 0.06 | 0.06 | 17.5 | 8.1  | -  | S      | 1.4305 | 1.4305 | 2346 | 303 S31 | -          |
| 303   | 303  | S 30300 | 0.04 | 0.06 | 18.5 | 8.7  | -  | -      | 1.4301 | 1.4301 | 2333 | 304 S31 | 308 L      |
| 304   | 304  | S 30400 | 0.02 | 0.06 | 18.3 | 10.2 | -  | -      | 1.4306 | 1.4306 | 2352 | 304 S11 | 308 L      |

### Lexikalischer Teil
Im lexikalischen Teil zeigt der Stahlschlüssel die wichtigsten Legierungsbestandteile (Kohlenstoff, Chrom, Nickel, Molybdän usw.) und „Stahlschädlinge“, beispielsweise Antimon (Sb), Sauerstoff (O) oder Zinn (Sn).

### Varianten (Auswahl)
- Key to Steel (English and French Edition.) French & European Pubns  2007, ISBN 0-6865-6740-4
- Stahlschlüssel-Taschenbuch. Wissenswertes über Stähle, ISBN 3-9225-9916-8
- Stahlschlüssel - Key to Steel Version 6.0. (CD-ROM) 2010, ISBN 3-9225-9927-3
- La Clé des aciers; Key to Steel. (CD-ROM) 2010

## Rezeption
Der Stahlschlüssel ist eine wesentliche Ressource für alle mit Stahl Befassten in der Industrie und im Handel. Schon 1969 wurde im englischen „The Automobile engineer“ (Vol. 59), festgestellt: „...we  know of no better work of reference than Stahlschlüssel (Key to Steel). Some indication as to its scope can be derived from the long list of countries whose standard specifications are given:…“. Buchautor Raymond A. Wall nennt den Stahlschlüssel die „auf der Hand liegende“ Quelle für Informationen zu Stahl und Stahlsorten an erster Stelle. Reputation und Zuverlässigkeit lassen sich ermessen, wenn man sieht, dass Hersteller den Stahlschlüssel und nicht eine Norm als Referenz für Angaben in den eigenen Prospekten nennen, beispielsweise M. Woite in einem Datenblatt.